# Scatopse lapponica
Scatopse lapponica är en tvåvingeart som beskrevs av Oswald Duda 1928. Scatopse lapponica ingår i släktet Scatopse och familjen dyngmyggor. Inga underarter finns listade i Catalogue of Life.